# Adikhalamani

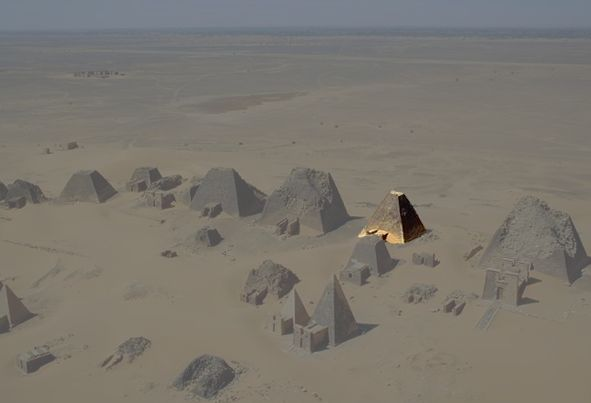
A núbiai piramisok, köztük Adikhalamani feltételezett sírja, az N 9

Adikhalamani núbiai kusita uralkodó volt a meroéi korszakban, az i. e. 2. században. Arqamanit követte a trónon, utóda egy olyan király volt, akinek neve csak töredékesen maradt fenn: (…)mr(…)t. Egyidőben uralkodott Horwennefer egyiptomi felkelővel, aki i. e. 207–186 között átvette a hatalmat Thébában, és felkelést vezetett IV. Ptolemaiosz ellen.
Adikhalamani két forrásból ismert: a debodi templomból, melynek reliefjein a király különféle isteneknek – Ámonnak, Mutnak, Ozirisznek, Ízisznek, Harpokratésznek, Nehbetnek és Uadzsetnek – mutat be áldozatot, valamint egy Philae-ben talált sztéléről. A debodi templom építését még IV. Ptolemaiosz kezdte meg. Adikhalamani uralkodása alatt a ptolemaidák elveszítették Felső-Egyiptomot, így a meroéiak el tudták foglalni Alsó-Núbiát. A felső-egyiptomi felkelést csak i. e. 18-ban verték le.
Adikhalamani philae-i sztéléje arról nevezetes, hogy ezen szerepel az utolsó terjedelmesebb szöveg, melyet núbiai uralkodó egyiptomi hieroglifákkal írt. Utódai már a meroéi írást használták.
Adikhalamani sírjának a meroéi piramisok közül a Beg. N 9-et tartják, ahol azonban egy bizonyos Tabirqa is megjelenik, így az azonosítás nem bizonyos.

## Fordítás
- Ez a szócikk részben vagy egészben  az   Adikhalamani című német Wikipédia-szócikk ezen változatának fordításán alapul.  Az eredeti cikk szerkesztőit annak laptörténete sorolja fel. Ez a jelzés csupán a megfogalmazás eredetét és a szerzői jogokat jelzi, nem szolgál a cikkben szereplő információk forrásmegjelöléseként.